# Alstom Coradia Juniper

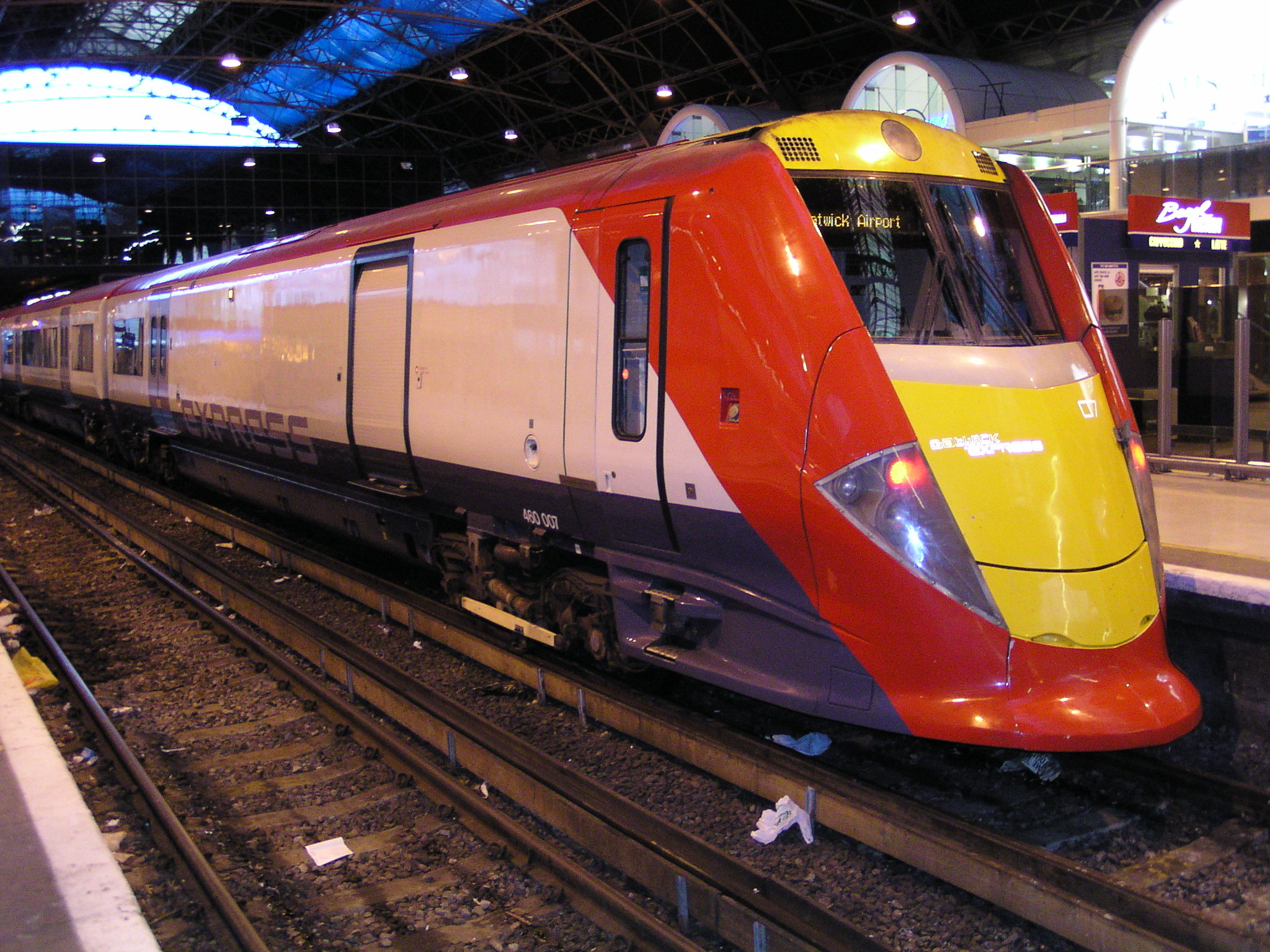
Baureihe 460 Coradia Juniper in der Victoria Station, London (2003)

Unter der Bezeichnung Alstom Coradia Juniper vermarktete Alstom Elektrotriebzüge für Großbritannien. Nach dem Umbau der Baureihe 460 sind noch zwei Baureihen in Betrieb.

## Varianten

### Baureihe 334
Die Triebzüge der Baureihe 334 werden von Abellio ScotRail im Netz rund um Glasgow sowie auf der North Clyde Line eingesetzt. Alle 40 Fahrzeuge beziehen ihren Strom aus der Oberleitung. 1999 wurden die ersten 38 geliefert, in späteren Jahren zwei weitere. Vor 2001 ging kein Fahrzeug in den Regelbetrieb.

### Baureihe 458
Die South Western Railway setzt die Elektrotriebzüge der Baureihe 458 im Vorortverkehr ein. Die Fahrzeuge beziehen ihren Strom aus einer Stromschiene mit einer Spannung von 750 V. Die Lieferungen begannen 1998. Erst 2004 waren alle Züge im Einsatz. Für kurze Zeit waren sie an den Gatwick Express vermietet, wurden dort jedoch nie eingesetzt. Alle Einheiten, die nun die Lackierung der South Western Railway tragen, sollten bis 2020 komplett durch die neue Baureihe 701 Arterio ersetzt werden.

### Baureihe 460
Die Baureihe 460 umfasst acht Triebzüge, die über eine Stromschiene gespeist werden. Nach ihrer Auslieferung zwischen 2000 und 2001 bedienten sie den Gatwick Express. Die Züge wurden 2012 umgebaut und auf das Netzwerk der South West Trains verlagert, um dort die Kapazität zu steigern.